# Хатерас (острво)
Хатерас (енгл. Hatteras Island) је острво САД које припада савезној држави Северној Каролини. Површина острва износи 86 km². Према попису из 2000. на острву је живело 4.001 становника.